# جيمي لويد (شخصية خيالية)
جيمي لويد هو شخصية خيالية وأحد الأبطال الرئيسيين في سلسلة أفلام الهالوين. ظهر لأول مرة في فيلم الهالوين 4: عودة مايكل مايرز باعتباره بطل المسلسل الجديد بعد رفض جيمي لي كيرتس العودة بدور لوري سترود، وظهرت الشخصية أيضًا في فيلم الهالوين 5: انتقام مايكل مايرز وهالوين: لعنة مايكل مايرز. أنشأ آلان بي ماكيلروي شخصية جيمي وجسدتها الممثلة الطفلة دانييل هاريس في الجزئين الرابع والخامس من السلسلة، وجاي س. براندي في الفيلم السادس من السلسلة. في الأصل، تم تسمية الشخصية باسم بريتاني "بريتي" لويد، قبل أن يتم تغيير اسمها إلى جيمي، تكريمًا لجيمي لي كيرتس.
ظهرت جيمي في الأفلام، بصفتها ابنة لوري سترود، والتي توفيت في حادث سيارة في الفترة ما بين عيد الهالوين الثاني والرابع . على هذا النحو، فهي أيضًا ابنة أخت الغريم الرئيسي للمسلسل، مايكل مايرز، وأصبحت الهدف الأساسي الجديد لعمها بعد أن علم بوفاة لوري. نجح مايكل في النهاية في قتل جيمي في سن الخامسة عشر في لعنة مايكل مايرز، ولكن تبين أنها أنجبت طفلاً سيصبح فيما بعد هدف مايكل التالي.